# Ntambanana

Gemeindegebiet bis 2016

Wappen der Gemeinde

Ntambanana (englisch Ntambanana Local Municipality) war eine Gemeinde im Distrikt King Cetshwayo, Provinz KwaZulu-Natal in Südafrika mit Sitz in Bhukhanana. Bhekuyise Justice Biyela war der letzte Bürgermeister.
Die Gemeinde war nach dem durch das Gemeindegebiet fließenden Fluss benannt.
Die wichtigsten Orte in der Gemeinde waren neben dem Verwaltungssitz Qude und Nomponjwana.
2016 wurde die Gemeinde auf die Gemeinden City of uMhlathuze, uMlalazi und Mthonjaneni aufgeteilt.